# Thora (Name)
Thora bzw. Tora ist ein nordgermanischer weiblicher Vorname.

## Herkunft
Der Name ist die weibliche Form des Namens des nordischen Gottes Thor.

## Varianten
| - Thordia - Thordis - Thyra - Tyra - Toräst (Toraest) - Dora - Deora | - Tara - Tiera - Teara - Tori - Toria - Þóra (isländisch) |

## Bekannte Namensträgerinnen
- Tora Berger (* 1981), norwegische Biathletin
- Thora Birch (* 1982), US-amerikanische Schauspielerin
- Thora Borgarhjört (9. Jh.), schwedische Jarlstochter und Gattin von Ragnar Lodbrok
- Thora Castenschiold (1882–1979), dänische Tennisspielerin
- Thora Hird (1911–2003), englische Schauspielerin
- Thora Thyselius (1911–1991), deutsche Autorin